# Ga Uijeongbu
Ga Uijeongbu là ga trên Tuyến Gyeongwon ở Hàn Quốc. Nó còn phục vụ trên Tàu điện ngầm Seoul tuyến 1.

## Bố trí ga
| ↑ Songchu                  | ↑ Ganeung  |
| \| ６５ \| ３４ \| ２１ \| |            |
| Bắt đầu·Kết thúc           | Hoeryong ↓ |

| 1·2 | ● Tuyến 1   | ● Tuyến 1    | → Hướng đi Chang-dong · Guro · Incheon → → Kết thúc tại ga này |
| 3·4 | ● Tuyến 1   | ● Tuyến 1    | ← Hướng đi Yangju · Dongducheon · Yeoncheon                    |
| 5·6 | Tuyến Gyooe | Mugunghwa-ho | ← Hướng đi Jangheung · Iryeong · Wolleung · Daegok             |

## Lối thoát
- Lối thoát 1: Trạm cuối xe buýt, Bệnh viện đa khoa Uijeongbu Paik, quản lý nhân lực quân sự, Dongbu Plaza
- Lối thoát 2: Văn phòng công tố quận Uijeongbu, văn phòng tỉnh Gyeonggi 2, Tổng công ty bảo hiểm y tế quốc gia, công ty phúc lợi lao động Hàn Quốc, đồn cảnh sát Uijeongbu, trạm cứu hỏa Uijeongbu, Uijeongbu City Hall, Trung tâm y tế Uijeongbu